# Glück haben
Die Kurzgeschichte Glück haben wurde 1946 von Elisabeth Langgässer geschrieben und zuerst in den „Frankfurter Heften“ (Jg. 2, Heft 12, Dezember 1947) und anschließend im Sammelband Der Torso (1948) vom Claassen-Verlag veröffentlicht. Die Autorin hat die Erzählung im September 1946 in einem Brief wie folgt charakterisiert: "Glück haben ist das Selbstgespräch einer Irren und (als Konzentrat) der Untergang der bürgerlichen Welt."

## Inhalt
Glück haben handelt von einer Besucherin in einem Sanatorium, die einer Patientin bei einem Monolog über ihr Unglück im Leben zuhört, was die Patientin allerdings als „Glück“ bezeichnet. Diese Umformulierung (Unglück → Glück) stellt ein typisches Verdrängungssyndrom der politischen Nachkriegsgesellschaft dar. Die Besucherin setzt sich, um auf ihren Bekannten zu warten, auf eine Parkbank neben eine ältere Frau, die ein Selbstgespräch führt. Diese erzählt fast ihren ganzen Lebenslauf von klein auf an und blickt auf ihr Glück bzw. Unglück zurück. Sie beschreibt, wie ihr Leben immer unglücklicher wurde, je weiter sie mit ihrem Mann zu Zeiten des Zweiten Weltkrieges nach Osten zog. Auf dieser Flucht verlor sie ihre Tochter und ihr Enkelkind, wie auch ihren Sohn und ihren Schwiegersohn, die bei einem Kampfeinsatz ums Leben kamen. Obwohl alle diese Ereignisse, die ihr widerfuhren, als Unglück zu bezeichnen sein müssten, hebt die Frau trotzdem jede positive Kleinigkeit als Glück hervor, was ebenfalls das Verdrängungssyndrom bestätigt. Die Lebensschilderung endet damit, dass die Frau, nach Essbarem suchend, geschälte Kartoffeln in einem mit Wasser gefüllten Bottich findet, aber dann merkt, dass am Grund des Bottichs Menschenexkremente liegen. Schließlich brüllt die Frau so laut „Scheißleben“, was zugleich das letzte Wort des Monologs ist, dass die Krankenschwester herbeieilt, um die Frau zu beruhigen. Doch die Besucherin, von der Geschichte mitgenommen, schlägt auf die Pflegerin ein, unterstützt durch die Frau. Kurze Zeit später kommt auch der Bekannte zu dem Geschehen dazu und schlägt ebenfalls auf die Krankenschwester ein. Daraufhin wird auch die Besucherin in das Sanatorium eingewiesen. Nach einiger Zeit glaubt sie, dass die Zeit im Sanatorium die schönste Zeit ihres Lebens gewesen sei. Sie freundet sich letztendlich mit der Krankenschwester an.

## Interpretationsansatz
Die Kurzgeschichte ist in der Ich-Perspektive geschrieben, wobei die Besucherin in dem Sanatorium den Ich-Erzähler darstellt, der dem Monolog der älteren Frau lauscht, welchen sie wiedergibt. Die Geschichte beginnt mit einem Rückblick der Frau auf den besagten Tag, an dem der Monolog stattgefunden hat. Aus dem ersten Satz erfährt der Leser, dass es sich hierbei um ein „merkwürdig endendes Selbstgespräch“ handelt. Diese Einleitung erzeugt Spannung und will von dem Leser unbedingt in Erfahrung gebracht werden.
Bevor die eigentliche Nacherzählung dieses Tages anfängt, schwärmt die Besucherin von dem „wahren Paradies“, in dem sie sich befindet. Dieses Paradies „kommt gleich hinterm Friedhof“, was auch bedeuten könnte, dass es das Leben nach dem Tod ist und sie endlich, nach allem, was ihr durch den Krieg widerfahren ist, nun wieder leben kann. Die vom Krieg mitgenommene Frau kennt kein anderes Leben, außer das des Kriegsalltags, in dem sie viel Unglück kennengelernt hat. Daher benutzt sie die Darstellung des Friedhofs, da dieser, als Symbol gesehen, eine Parallele zu ihrem Leben darstellt und außerdem für die furchtbaren Folgen des Weltkriegs steht. Somit ist auch der Grund, warum sie das Sanatorium, in dem sie sich später befindet, als „wahres Paradies“ bezeichnet, bestätigt, da dieses sie aus dem schrecklichen Alltag herausholt und der neue „ruhige“ und „befriedigende“ Alltag für sie etwas ganz Neues ist. Deshalb genießt sie die Zeit dort, als ob sie wirklich im Paradies wäre, welches natürlich auch dafür steht, dass es dort kein Unglück gibt.
Die Frau, die von der Besucherin belauscht wird, redet wiederholt vom Glück, das sie im Leben gehabt habe, doch kann man aus den Tatsachen, die man erfährt, schließen, dass genau das Gegenteil der Fall ist. Da sie diese Folgen ebenfalls nennt, ist daraus zu schließen, dass sie sich dessen bewusst ist (z. B. beschreibt sie es als Glück, dass sie den Koffer auf dem Zug noch retten konnte, obwohl sie genau weiß, dass sie dadurch ihre Tochter verloren hat, was sie auch direkt dahinter noch zu verstehen gibt), doch ist diese Beschönigung bei ihr ein rein psychischer Selbsterhaltungstrieb. Dass die Frau mit dem ganzen Unglück (mehrere Fehlgeburten; Tod ihres Mannes) nicht klarkommt, erkennt man ebenfalls daran, dass die Frau am Ende ihres Monologs, als sie feststellt, dass das „Maß [ihres] Unglücks voll“ ist, wahrscheinlich zum wiederholten Male einen hysterischen Anfall bekommt. Dies sind die nicht vermeidbaren Folgen des Verdrängungsmechanismus. Da sie sich ständig die positiven Dinge ihres Lebens einredet und diese damit zugleich verschönern will, obwohl sie genau weiß, dass das nicht möglich ist, kann sie dem ganzen Druck, den sie somit selber auf sich ausübt, nicht mehr standhalten. Dass die Frau nicht nur durch das persönliche Unglück, sondern auch durch den andauernden Krieg psychische Schäden davongetragen hat, ist keineswegs zu bezweifeln, weshalb diese Folgen nach dem Monolog durch den Gefühlsausbruch der Frau zum Vorschein kommen.

## Schlüsselthemen
Das Handeln der Frau sowie die späteren Folgen, die sie erleidet, hängen mit dem Zweiten Weltkrieg zusammen. Durch diesen Krieg haben die Menschen eine zuvor nie da gewesene Form von Gewalt erlebt. Diese Gewalt hat sich zumindest auf einen Großteil der Menschheit abgespiegelt, ebenfalls auf die beiden Frauen im Sanatorium, da diese auf die Krankenschwester einschlagen. Sie werden mit dem ganzen Erlebten nicht fertig, weshalb nun die Auswirkungen des Krieges auf die beiden Frauen zum Vorschein kommen. In der Kurzgeschichte stellen diese Frauen zwei Personen dar, deren Einzelschicksale exemplarisch für viele Schicksale stehen.
Ein weiteres Schlüsselthema ist der Verdrängungsmechanismus, der in diesem Fall in direktem Zusammenhang zum Zweiten Weltkrieg steht, doch entsteht er ebenfalls durch andere persönliche Schicksalsschläge. Die Frauen in der Kurzgeschichte stellen ein Beispiel für Menschen dar, die aufgrund von Schicksalsschlägen einem Verdrängungsmechanismus unterliegen.
Die beschriebenen Ereignisse des Lebens der Frau sind sehr realitätsnah und auf viele Menschen, die zu Zeiten des Zweiten Weltkrieges gelebt haben, übertragbar. Es ist anzunehmen, dass sich viele Personen in dieser Kurzgeschichte wiedererkennen, und durch den Bezug zur Realität können die Ereignisse auch ohne solche Erfahrungen sehr gut nachvollzogen werden.

## Zitat
- „...Womit unser Unglück eigentlich anfing, weiß ich heute nicht mehr genau. Vielleicht hätten wir nicht so schrecklich weit vom Westen fortgehen sollen, aber wer konnte das ahnen?...“

### Textausgaben
- Elisabeth Langgässer: Der Torso. Claassen & Goverts, Hamburg [1948], DNB 452712300, S. 53–58.
- Elisabeth Langgässer: Ausgewählte Erzählungen. Mit einem Nachwort von Horst Krüger. Claassen, Düsseldorf 1979, ISBN 3-546-45838-9, S. 230–237.

### Forschungsliteratur
- Werner Bellmann (Hrsg.): Klassische deutsche Kurzgeschichten. Interpretationen. Reclam, Stuttgart 2004, ISBN 3-15-017525-9. [Zu „Glück haben“ S. 52–62.]
- Johannes Petrus Jacobus Maassen: Der Schrecken der Tiefe. Untersuchungen zu Elisabeth Langgässers Erzählungen. Leiden 1973, ISBN 90-6021-180-4.
- Johannes Pfeifer: Was haben wir an einer Erzählung? Betrachtungen und Erläuterungen. Hamburg 1965, DNB 453758118. [Zu „Glück haben“ S. 86–90.]